# 花柳壽太郎
初代 花柳 壽太郎（はなやなぎ じゅたろう、1901年（明治34年）3月6日 - 1967年（昭和42年）1月25日）は、日本舞踊家。本名は仁科 周雄。

## 経歴
明治の末、花柳流分家徳太郎に入門、その後2代目花柳壽輔に師事、1919年（大正8年）寿太郎を襲名。
昭和初期、「花柳舞踊研究会」の常連として「彦根屏風」「新編曲越後獅子」「阿蘭陀万才」などに出演。寿輔一門の「二十四日会」メンバーで、常磐津による異色作「オフェリヤ」「ジキルとハイド」に次いで「ベニスの夕」「成吉思汗」などを発表。
戦後には「雪おんな」「蟬丸」「義経」「醍醐の花見」などの振付発表作品があり、2代目市川猿之助一座の振付も行った。花柳流理事。
子は歌舞伎役者の10代目岩井半四郎。孫は女優で日本舞踊家の岩井友見、女優の仁科亜季子、仁科幸子。曾孫は俳優の仁科克基、タレントの仁科仁美。義兄（姉の夫）に雑誌記者の鶯亭金升や浮世絵師の土屋光逸がいる。